# دانيال سلايبر
دانيال سلايبر (بالسويدية: Daniel Sliper)‏ (23 أبريل 1987 بالسويد - ) هو لاعب كرة قدم سويدي في مركز الوسط. شارك مع منتخب السويد تحت 17 سنة لكرة القدم ومنتخب السويد تحت 19 سنة لكرة القدم. أما مع النوادي، فقد لعب مع نادي آسيريسكا ونادي مالمو ونادي فالكنبرغ وIF Limhamn Bunkeflo (men) ‏ ونادي سوندسفال ‏.

## روابط خارجية
- دانيال سلايبر على موقع اتحاد السويد (السويدية)
- دانيال سلايبر على موقع قاعدة بيانات كرة القدم.إي يو (الإنجليزية)
- دانيال سلايبر على موقع Soccerway.com (الإنجليزية)